# Pierre Louis François Lévêque de Vilmorin
Pierre Louis François Lévêque de Vilmorin (firmaba Louis de Vilmorin) ( * 1816 - 1860 ) fue un químico, botánico, genetista francés; era nieto de Philippe André de Vilmorin, y miembro de la firma comercial familiar de Vilmorin-Andrieux, se ocupó apasionadamente de la Biología y la Química, especializándose en la mejora y cultivo de plantas.
Louis de Vilmorin desarrolló una teoría de la herencia vegetal, reconociendo que era posible seleccionar ciertas características de una planta y obtener nuevas variedades desplegando esos caracteres elegidos. En 1856, de Vilmorin publica "Note sur la création d'une nouvelle race de betterave et considération sur l'hérédité chez les plantes", estableciendo el aparato teórico de la moderna industria de mejoramiento vegetal.

## Algunas publicaciones
- 1856. Note on the Creation of a New Race of Beetroot and Considerations on Heredity in Plants - Louis de Vilmorin

## Honores

### Epónimos
- (Asteraceae) Aster vilmorinii Franch.[1]
- (Cucurbitaceae) Cucumis vilmorinii Hort.[2]
- (Cyperaceae) Carex vilmorinii Mottet[3]
- (Rosaceae) Sorbus vilmorinii C.K.Schneid.[4]

- La abreviatura «Vilm.» se emplea para indicar a Pierre Louis François Lévêque de Vilmorin como autoridad en la descripción y clasificación científica de los vegetales.[5]